# Anilocra alloceraea
Anilocra alloceraea es una especie de crustáceo isópodo marino del género Anilocra, familia Cymothoidae.
Fue descrita científicamente por Koelbel en 1879.

## Distribución
Esta especie se encuentra en el océano Índico y la parte central del Indo-Pacífico.